# Tonde Saitama (película)
Tonde Saitama (翔んで埼玉 lit. Vuélame a Saitama?), también conocida como Fly Me to the Saitama, es una película japonesa de comedia, basada en el manga homónimo de Mineo Maya. Dirigida por Hideki Takeuchi y escrita por Yūichi Tokunaga, la película fue estrenada el 22 de febrero de 2019. Fue protagonizada por reconocidos artistas japoneses, tales como Fumi Nikaidō, Gackt, Yūsuke Iseya y Masaki Kyōmoto, entre otros.
El filme recibió en su mayoría críticas positivas, siendo nominada a doce Premios de la Academia Japonesa, de los cuales ganó tres (mejor director, mejor guion y mejor edición). También ganó el premio a mejor película en los Blue Ribbon Awards. Tonde Saitama fue una de las películas más vistas de Japón de 2019, habiendo superado con creces sus expectativas y posicionándose en el decimotercer puesto con una recaudación total de 32.8 millones de dólares. Superó incluso a la película Alita: Battle Angel en ventas de boletos durante su primer fin de semana.
Una secuela, titulada Tonde Saitama: Biwako Yori Ai wo Komete, fue anunciada el 11 de agosto de 2021, y fue estrenada el 23 de noviembre de 2023.

## Argumento

Símbolo de la prefectura de Saitama, compuesto por dieciséis magatamas.

La historia se desarrolla en un Japón distópico en donde los habitantes de la prefectura de Saitama son constantemente discriminados y segregados por los ciudadanos de Tokio, viviendo en condiciones extremadamente precarias e incluso inhumanas. Cualquier "saitamés" que quiera ingresar a la ciudad debe solicitar una visa de tránsito que raramente es otorgada, y aquellos pocos que lo logran ocultan su procedencia para evitar ser blancos de maltratos. Aquellos que ingresan de forma ilegal son cazados, arrestados y enviados de vuelta a Saitama por las autoridades.
Momomi Dannoura (Fumi Nikaidō) es el hijo adolescente del gobernador de Tokio, un muchacho malcriado y temperamental que ha vivido toda su vida rodeado de lujos y comodidades. Momomi asiste a la prestigiosa Academia Hakuhōdō, donde se desempeña como presidente del consejo estudiatil, y ejerce un rol tiránico hacia los estudiantes provenientes de Saitama. Su posición, sin embargo, se ve amenazada con la llegada de un nuevo estudiante de intercambio, el apuesto Rei Asami (Gackt), quien ha regresado del extranjero y pronto se vuelve la estrella de la escuela.  
Momomi inmediatamente ve a Asami como un rival; para su gran sorpresa, descubre que este se muestra compasivo con los estudiantes de Saitama (quienes viven en malas condiciones en una cabaña ubicada fuera de los terrenos del campus) e intenta ayudarlos. A pesar de no entender la preocupación de Asami por los saitameses, Momomi no puede evitar caer ante sus encantos y se enamora perdidamente de este. El afecto parece ser mutuo, y ambos jóvenes se profesan un cálido amor. Sin embargo, el mundo idílico de Momomi se derrumba ante sus pies cuando se revela que Asami es en realidad un espia saitamés enviado por la resistencia para infiltrarse entre la élite tokiota y ayudar a independizar la prefectura de Tokio. 
Asami escapa de las autoridades y busca regresar a Saitama para unirse al movimiento independentista. Momomi, a pesar de tener sus dudas, decide ir con él y descubre que su padre ha estado vendiendo visas de forma ilegal, comprando oro con el dinero ganado. Esto solo fortalece la determinación de Momomi de ayudar a Asami, prometiendo exponer la corrupción de su padre, sacarlo del poder y lograr así la independencia de Saitama.

## Reparto

### Principales
- Fumi Nikaidō como Momomi Dannoura
- Gackt como Rei Asami
- Yūsuke Iseya como Shō Akutsu
- Masaki Kyōmoto como Duque de Saitama
- Kumiko Asō como Maki Sugawara
- Brother Tom como Yoshimi Sugawara
- Haruka Shimazaki como Ami Sugawara
- Ryō Narita como Haruto Igarashi
- Ryō Katō como Nobuo Shimokawa

### Secundarios
- Akira Nakao como Kenzō Dannoura
- Kumiko Takeda como Keiko Dannoura
- Akaji Marō como Sōjurō Saionji
- Tsubasa Masuwaka como Okayo
- Shōtarō Mamiya como Habitante de Saitama
- Naoto Takenaka como Gobernador de Kanagawa
- Takemi Miyazawa como Masako Yamada
- Katsuhiro Suzuki como Osamu Tōgō
- Shōdai Fukuyama como Satoshi Iwamura
- Maju Ozawa como Sazae Hamano
- Shōko Nakahara como Awabi Hamano
- Amane Okayama como Saruhashi

La película también presenta numerosos cameos y apariciones, incluyendo a celebridades como Yoshiki, Toshihiko Takamizawa, Yōko Maki, Mirei Kiritani, Takashi Sorimachi, Yutaka Takenouchi, Yūko Ogura, Yoshio Kojima y Etsuko Ichihara.

## Producción
El estreno de una película de imagen real basada en el manga fue anunciado por Toei el 2 de abril de 2018. La actriz Fumi Nikaidō y el cantante Gackt fueron seleccionados para los roles principales de Momomi y Rei, respectivamente. Durante la producción del filme, se habló de cambiar el género del personaje de Momomi a femenino, pero finalmente se decidió no realizar este cambio puesto que la propia Nikaidō pensó que sería más interesante interpretar a un hombre. Gackt, quien en aquel entonces tenía 45 años, inicialmente se mostró reticente a interpretar a un estudiante de secundaria, sin embargo, terminó por aceptar el proyecto tras leer el manga. Las filmaciones tuvieron lugar entre abril y mayo de 2018.
El filme fue estrenado en todo Japón el 22 de febrero de 2019. Sin embargo, fue considerado ofensivo hacia los oriundos de la prefectura de Saitama debido a sus "frases desagradables" y a la enorme discriminación sufrida por los personajes de Saitama. El director Hideki Takeuchi necesitó obtener permiso del gobernador de Saitama, Kiyoshi Ueda, para que la película pudiera ser proyectada en dicha prefectura. En un intento de aligerar la situación, las empresas patrocinadoras distribuyeron a los asistentes de la proyección paquetes de semillas de verduras, favoritas de los habitantes de Saitama.
En abril de ese mismo año, Tonde Saitama fue exhibida en la edición número veintiuno del Festival de Cine del Extremo Oriente en Údine, Italia, donde el director Hideki Takeuchi ganó el "premio de la audiencia" por tercera vez.

### Recepción
El filme recibió mayormente críticas positivas, así como también una serie de diversos premios y nominaciones. En su primer fin de semana, amasó una suma de 2.33 millones de dólares, encabezando la taquilla de su país. Recaudó un total de 32.8 millones de dólares, lo que la convirtió en la octava película japonesa más taquillera del año 2019. Actualmente, se encuentra en el decimotercer puesto en la lista de películas más taquilleras de 2019 en Japón.
Fue nominada a doce Premios de la Academia Japonesa (incluyendo el premio a la "película del año"), de los cuales ganó tres (mejor director, mejor guion y mejor edición). Recibió también el premio a "mejor película" en los Blue Ribbon Awards, el "Nippon Cinema Award" en el festival de cine Nippon Connection, y el "premio especial" en los Fujimoto Awards.

## Premios y nominaciones
| Año  | Premio                             | Categoría                 | Recipiente      | Resultado |
| ---- | ---------------------------------- | ------------------------- | --------------- | --------- |
| 2020 | Premios de la Academia Japonesa    | Película del año          | Tonde Saitama   | Nominado  |
| 2020 | Premios de la Academia Japonesa    | Mejor director            | Hidki Takeuchi  | Ganador   |
| 2020 | Premios de la Academia Japonesa    | Mejor guion               | Yūichi Tokunaga | Ganador   |
| 2020 | Premios de la Academia Japonesa    | Mejor edición             | Shinji Kawamura | Ganador   |
| 2020 | Premios de la Academia Japonesa    | Mejor actor               | Gackt           | Nominado  |
| 2020 | Premios de la Academia Japonesa    | Mejor actriz              | Fumi Nikaidō    | Nominada  |
| 2020 | Premios de la Academia Japonesa    | Mejor actor de reparto    | Yūsuke Iseya    | Nominado  |
| 2020 | Premios de la Academia Japonesa    | Mejor fotografía          | Sōhei Tanigawa  | Nominado  |
| 2020 | Premios de la Academia Japonesa    | Mejor iluminación         | Shunri Rinoie   | Nominado  |
| 2020 | Premios de la Academia Japonesa    | Mejor banda sonora        | Face 2 Fake     | Nominado  |
| 2020 | Premios de la Academia Japonesa    | Mejor dirección artística | Yōji Abeki      | Nominado  |
| 2020 | Premios de la Academia Japonesa    | Mejor sonido              | Yamato Katō     | Nominado  |
| 2020 | Festival de cine Nippon Connection | Nippon Cinema Award       | Tonde Saitama   | Ganador   |
| 2020 | Blue Ribbon Awards                 | Mejor película            | Tonde Saitama   | Ganador   |
| 2020 | Fujimoto Awards                    | Premio especial           | Tonde Saitama   | Ganador   |